# Il Pozzo dell'Eternità
Il Pozzo dell'Eternità (The Well of Eternity) è un romanzo fantasy del 2004 di Richard A. Knaak, primo libro della Trilogia della Guerra degli Antichi (Warcraft: War of the Ancients Trilogy), ambientata nell'universo di Warcraft. Il libro prende il nome dal Pozzo dell'Eternità, un grande lago di origine magica generato ai primordi del mondo di Azeroth.

## Trama

### L'anomalia
Korialstrasz, detto Krasus, viene convocato da Nozdormu per avvertire un’imminente catastrofe su Azeroth e recluta l’ex mago guerriero Rhonin, malvolentieri convinto da sua moglie Vereesa Windrunner. In parallelo, Thrall invia l’eroe orco Broxigar e il giovane Gaskal a investigare sulle montagne di Kalimdor: Gaskal muore inghiottito dall’anomalia, mentre Broxigar, Krasus e Rhonin vengono sbalzati indietro nel tempo, subito prima della Guerra degli Antichi.

### Il Sogno di Smeraldo
Il druidismo di Malfurion Stormrage, Tyrande Whisperwind e Illidan Stormrage sotto la guida di Cenarius li porta a esplorare il Sogno di Smeraldo, dove Malfurion scopre che le perturbazioni del Pozzo dell'Eternità hanno origine nel palazzo di Azshara e dei suoi Eletti.

### Gli Eletti
Catturati in territorio elfico, Krasus e Rhonin sono portati da lord Xavius e dalla regina Azshara, i quali, insieme agli Eletti, sfruttano il Pozzo per accrescere il proprio potere e venerano il Titano oscuro Sargeras.

### Gli elfi della notte
Broxigar viene imprigionato a Zin-Azshari ma guadagna la simpatia di Tyrande, mentre Illidan e Malfurion liberano l’orco dalla Fortezza di Black Rook. Krasus e Rhonin, con l’aiuto di Cenarius, evitano l’esecuzione, benché Rhonin tacci la verità sulle proprie origini temporali.

### I Cinque Aspetti
Krasus, debilitato dal salto temporale, si sottopone alle prove di Alexstrasza e del suo io più giovane per prepararsi alla riunione dei Cinque Aspetti, dove si deciderà il destino suo e di Rhonin.

### Il raduno dei Cinque Aspetti
Durante la convocazione, le bestie ferali invadono la foresta e Neltharion impedisce a Krasus di rivelare l’ingerenza degli Eletti. L’assenza di Nozdormu e l’intervento di Neltharion fanno fallire il confronto con Azshara.

### L'arrivo di Mannoroth
Il signore delle cripte Mannoroth separa il Pozzo dagli elfi della notte e ordina la cattura di Rhonin, Broxigar e Malfurion, consegnati alla fortezza di Black Rook dopo scontri con Illidan e le guardie della luna.

### Il ruolo di Malfurion
Krasus ha visioni di Nozdormu che indicano un elfo come unica salvezza. Malfurion rientra nel Sogno di Smeraldo per dissolvere le barriere magiche del Pozzo, ma viene intrappolato in una gemma da Xavius.

### La prima sconfitta della Legione Infuocata
Malgré la Legione Infuocata prevalga inizialmente, Malfurion, liberato da Krasus e Tyrande, chiude il portale del Pozzo sconfiggendo Xavius e costringendo la Legione alla ritirata; Illidan Stormrage si distingue e ottiene un ruolo di comando nelle Guardie della Luna.

## Personaggi

### Protagonisti
- Broxigar
- Illidan Stormrage
- Krasus/Korialstrasz
- Malfurion Stormrage
- Rhonin
- Tyrande Whisperwind

### Personaggi secondari
- Jarod Shadowsong
- Kur'talos Ravencrest
- Sargeras
- Mannoroth
- Azshara
- Lord Xavius
- Varo'then
- Gli aspetti draconici Alexstrasza, Nozdormu, Ysera, Malygos e Neltharion
- Cenarius